# Marinus Verhage

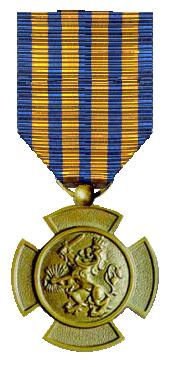
Bronzen Leeuw

Marinus Verhage (Harderwijk, 9 oktober 1919 – Leura (Australië), 6 september 1994) was een Nederlandse verzetsstrijder tijdens de Tweede Wereldoorlog. 
Marinus Verhage was in 1942 via Canada naar Engeland gegaan. In Londen werd hij opgeleid tot agent bij het Bureau Inlichtingen (BI). Het BI werkte nauw samen met de Engelse Secret Intelligence Service (SIS). Marinus Verhage werkte in de functie van radiotelegrafist/codist voor het BI en hij maakte deel uit van de Zendgroep Barbara. Hij werd in de nacht van 5 op 6 november 1943 samen met de agent Jan Hendrik Diesfeldt (1918 – 1944), in de omgeving van Grave, boven Noord-Brabant geparachuteerd. 

## Terug naar Nederland
Zonder dat de agent Garrelt van Borssum Buisman, de leider van de Zendgroep Barbara, door het BI van de datum van de parachutering van de twee agenten op de hoogte was gesteld werden zij boven Noord-Brabant afgeworpen. Hun pinpoint lag in dezelfde buurt waar de agenten Pieter Hoekman en Bram Grisnigt hulp hadden gekregen. Marinus Verhage en Jan Diesfeldt rekenden erop dat ze door de veldwachter G.J. Beuvink in Escharen zouden worden opgevangen en dat de veldwachter medewerking zou verlenen bij de berging van hun materiaal. De beide agenten landden veilig maar niet ten zuiden of ten westen van Grave. Ze belandden naast de boerderij van landbouwer Zwartjes in Overasselt, in de gemeente Keent, aan de noordzijde van de Maas tegenover Grave. Bij hun landing boden de omwonende boeren hun welgemeende hulp aan om hun container met materiaal te bergen en aan de buitenwereld te onttrekken. Er werd met de boeren in de omgeving afgesproken dat de agenten eerst naar een andere plaats zouden vertrekken en het materiaal de volgende avond bij boer Zwartjes zouden komen ophalen.

## Het verraad
Op hun opvangadres bij de veldwachter Beuvink logeerden toevallig ook de agenten Piet Hoekman en Bram Grisnigt. Aangezien Verhage last van luchtziekte had en hij door zijn ziekte niet in staat was om het materiaal bij de boerderij van Zwartjes op te halen stelde Hoekman zich spontaan beschikbaar om in de plaats van de collega Verhage het materiaal te bergen. Maar toen Diesfeldt, Hoekman en Beuvink het materiaal gingen ophalen, bleek de zaak verraden. Er waren gewapende Duitse soldaten in de boerderij aanwezig. Bij een gevecht dat ontstond sneuvelde Pieter Hoekman. Diesveldt en Beuvink sloegen op de vlucht en ze doken tijdelijk onder. Ook de zieke Marinus Verhage moest tijdelijk onderduiken.

## Plaats van tewerkstelling
Na een aantal dagen reisde Marius Verhage door naar Eindhoven. In Eindhoven ging hij onder de hoede van Theo Tromp (1903 – 1984) en de agent Willem Jan Hubertus Schreinemachers aan het werk. Hij werkte als radiotelegrafist en microfilmfotograaf voor de Zendgroep Barbara. Hij maakte microfilmfoto’s van documenten en berichten. Deze microfilmfoto’s werden verstopt in uitgeholde sleutels of lucifers en via koerierslijnen naar het BI in Londen verzonden. Tijdens de radiocontacten met het BI maakte hij gebruik van de codenamen; Hendrik, P.Sijmen en Strahan. In het “het veld” gebruikte hij de schuilnaam; Pieter de Leeuw.
Theo Tromp onderhield de contacten met de Verwaltung van het Philips-concern, de huidige Koninklijke Philips Electronics N.V.. Daarnaast verzamelde hij militaire en economische inlichtingen. Theo Tromp was de leider van de 'spionagegroep Harry'. Hij werkte nauw samen met de Geheime Dienst Nederland, de Ordedienst (OD) en de Raad van Verzet. De militaire en economische inlichtingen die door Tromp werden aangeleverd werden door de radiotelegrafisten van de Zendgroep Barbara naar het BI in Londen geseind. Na de bevrijding van Eindhoven, op 19 september 1944, werd het Bureau Inlichtingen gesplitst. Een deel van de staf bleef in Londen het andere deel werd verplaatst naar Eindhoven. Het hoofd van het BI, de inmiddels tot majoor bevorderde dr. Jan Marginus Somer, nam met een gedeelte van zijn staf zijn intrek in het Van Abbemuseum. Door de bevrijding van Eindhoven werd de opdracht van Marinus Verhage beëindigd. Verhage meldde zich op 19 september 1944 bij het BI in Eindhoven terug.

## Onderscheidingen
- Het Kruis van Verdienste
- De Bronzen Leeuw